# František Raška (voják)
František Raška (29. března 1890 Hlavňovice – 16. června 1943 Věznice Plötzensee) byl major československé armády popravený za odbojovou činnost nacisty.

## Život
V první světové válce bojoval na italské frontě. Za první republiky byl důstojníkem československé armády. Pracoval na ministerstvu obrany. 
Za Protektorátu Čechy a Morava byl členem protiněmecké ilegální vojenské odbojové organizace Obrana národa. Dne 21. prosince 1939 byl zatčen a dne 18. listopadu 1942 byl (spolu s Karlem Helmichem a Vítězslavem  Kyšerem) odsouzen k trestu smrti. Dne 16. června 1943 byli v Berlíně, Plötzensee všichni tři odbojáři popraveni gilotinou.